# Рвање
Рвање у ужем смислу означава назив за спортску борбу између двојице такмичара с циљем да се противник обори с помоћу захвата руку и уопште снагом мишића, а без ударања.
Рвање је један од најстаријих и најпопуларнијих спортова. Од године 708. п. н. е. постало је део древних олимпијских игара. Стари Грци су фузијом рвања и бокса створили посебну дисциплину звану панкратион.
Међународна светска федерација је основана 1912, а броји 176 чланова (2019).

## Стилови и варијанте рвања
Као традиционални спорт рвање се развило, тако да данас имамо велики број стилова и правила, од сумо рвања, џудоа, до различитих варијанти слободних стилова. Рвање се често користи и у војничком тренингу тзв. борбе прса у прса. Свим стиловима је заједничко да је забрањено ударање противника рукама, ногама, лактовима или главом, као и неспортски потези као што су гребање, уједи, захвати према гениталијама и сл. Разлика између појединих стилова је у начину трајања борбе (број и трајање периода), бодовању појединих захвата, попису дозвољених захвата и сл.
Циљ рвачке борбе, зависно од стила, може бити:
- направити такав захват којим се противника сруши на под и доведе у потчињен положај. Најчешће је познат захват туш, који описује ситуацију у којој је један рвач противника успео положити на леђа тако да су противнику обе плећке чврсто притиснуте на подлогу.
- оборити противника на под
- постићи да противник додирне под било којим другим делим тела осим стопалима или га изгурати из простора предвиђеног за борбу (нпр. правило у сумо хрвању)
- подићи противника изнад висине главе
- довести тело противника у потчињен положај на неки други прописани начин

## Рвање на Летњим олимпијским играма
Рвање се први пут појавило на Олимпијским играма у Атини 1896. Од тог тренутка, увек је било у програму Игара осим Париза 1900. Даме се дуго нису надметале на једном од најзначајнијих спортских догађаја, а право учешћа су добиле на Олимпијским играма 2004, које су одржане у Атини.
До 2020. и Олимпијских игара у Токију, укупно је учествовао 6791 такмичар и подељено је чак 1269 медаља између 56 земаља. У јапанској престоници, планирано је учешће 96 мушкараца и жена. Сједињене Америчке Државе су најбоље у слободном стилу, док су се Јапан и Турска поред слободног истакли у грчко - римском стилу. Михаин Лопез је у Рију освојио трећу узастопну златну медаљу у категорији до 130 килограма. Поред њега, истиче се и Јапанка Каори Ичо, која је постала прва жена са четири златне медаље у низу.
| Држава          | Злато | Сребро | Бронза | Укупно |
| Совјетски Савез | 62    | 31     | 23     | 116    |
| САД             | 54    | 43     | 35     | 132    |
| Јапан           | 32    | 20     | 17     | 69     |
| Русија          | 30    | 11     | 15     | 56     |
| Турска          | 29    | 18     | 16     | 63     |
| Шведска         | 28    | 27     | 31     | 86     |
| Финска          | 26    | 28     | 29     | 83     |
| Мађарска        | 19    | 16     | 19     | 54     |
| Бугарска        | 16    | 32     | 21     | 69     |
| Јужна Кореја    | 11    | 11     | 14     | 36     |
| --------------- | ----- | ------ | ------ | ------ |

## Рвачке дисциплине у олимпијском програму
Рвање се најчешће дели по стиловима на:
- грчко-римски и
- слободни.

Такмичари у оба стила рвања су подељени по тежинским категоријама:
- Грчко - римски стил (мушкарци): до 60 kg, 67 kg, 77 kg, 87 kg, 97 kg и преко 130 kg.[4]
- Слободни стил (мушкарци): до 57 kg, до 65 kg, до 74 kg, до 86 kg, до 97 kg и преко 125 kg.[4]
- Слободни стил (жене): до 50 kg, 53 kg, 57 kg, 62 kg, 68 kg и преко 76 kg.[4]

Суштина зависно од стила је да се направи такав захват да се противник сруши на под. Најчешћи захват је туш, када један од такмичара противника успешно обори на леђа, тако да му обе лопатице додирују тло.
У грчком – римском стилу су забрањени захвати испод појаса и дозвољено је да се користи само горњи део тела уз руке, док борци слободним стилом могу да користе било који део тела и дозвољени су захвати испод појаса. Код грчко - римског стила, меч се завршава, ако се направи разлика од осам поена (слободни стил десет разлике).
Рвач такође побеђује ако противник добије три упозорења за пасиван став. Могуће је освојити један, два, четири или пет бодова. Примери: бод се добија за померање противничких ногу изван круга простирке, два за постављање противника на стомак и окретање за 90 степени или више, четири за бацање противника док стоји и пет бодова за дизање и бацање противника са пода.
Забрањено је ударање противника у пределу гениталија (рукама, лактовима, главом или ногама), гребање, угризи итд.
Борба се најчешће одвија у три периода по 2 минута, а побеђује онај који је остварио предност, бар у два периода. То у пракси значи уколико један рвач победи у прва два периода аутоматски се проглашава победником, и борба се завршава. Укупан број освојених бодова није пресудан, тако да на пример ако је у некој борби резултат по периодима био 2:1, 0:4 и 1:0 укупни је скор 3:5, али побеђује рвач који је победио у два периода, а то је у овом случају онај који је освојио три бода. Уколико неки од рвача обори противника тушем, борба се одмах завршава, без обзира на период. Да би победио, рвач мора да задржи противника на поду једну секунду.
Борба се одвија на рвачким струњачама прописаних димензија уз присуство судија. Од опреме рвачи користе трикое и одговарајућу лагану обућу, а понекад се користе и посебни штитници за уши ради спречавања озледа ушију приликом чвршћих захвата.

## Рвање у Србији
Национална федерација је основана 1923. године, а тренутно (2019) Савез чини око 30 клубова.
Давор Штефанк је једини рвач, који је успео да освоји златну медаљу (Олимпијске игре 2016.), барем када је реч о Србији као држави. Југославија је била далеко успешнија са 16 освојених медаља (четири златне, шест сребрних и шест бронзаних).

## Занимљивости
Рвање је добило и одређени облик такмичења на песку, слично као одбојка и рукомет. Занимљиво је да се учесници боре у купаћим костимима и да постоје само две категорије, лака и тешка.